# Isoperla bosnica
Isoperla bosnica is een steenvlieg uit de familie Perlodidae. De wetenschappelijke naam van de soort is voor het eerst geldig gepubliceerd in 1964 door Aubert.